# Risoluzioni del Consiglio di sicurezza delle Nazioni Unite (301-400)
| Risoluzione | Data              | Voto (favorevoli/contrari/non votanti)                                         | Oggetto                                                                             |
| 301         | 20 ottobre 1971   | 13-0-2 (astenuti: Francia, Regno Unito)                                        | Namibia                                                                             |
| 302         | 24 novembre 1971  | 14-0-1 (astenuta: USA)                                                         | Protesta del Senegal                                                                |
| 303         | 6 dicembre 1971   | 11-0-4 (astenuti: Francia, Polonia, USSR, Regno Unito)                         | India-Pakistan                                                                      |
| 304         | 8 dicembre 1971   | Adottata all'unanimità                                                         | Ammissione degli Emirati Arabi Uniti                                                |
| 305         | 13 dicembre 1971  | Adottata all'unanimità                                                         | Cipro                                                                               |
| 306         | 21 dicembre 1971  | Adottata all'unanimità                                                         | Nomina del segretario generale                                                      |
| 307         | 21 dicembre 1971  | 13-0-2 (astenuta: Polonia, USSR)                                               | India-Pakistan                                                                      |
| 308         | 19 gennaio 1972   | Adottata all'unanimità                                                         | Meeting del consiglio di sicurezza ad Addis Abeba                                   |
| 309         | 4 febbraio 1972   | 14-0-1 (presente non votante: Cina)                                            | Namibia                                                                             |
| 310         | 4 febbraio 1972   | 13-0-2 (astenuti: Francia, Regno Unito)                                        | Namibia                                                                             |
| 311         | 4 febbraio 1972   | 14-0-1 (astenuta: Francia)                                                     | Conflitto razziale in Sud Africa                                                    |
| 312         | 4 febbraio 1972   | 9-0-6 (astenuti: Argentina, Belgio, Francia, Italia, Regno Unito, USA)         | Territori portoghesi                                                                |
| 313         | 28 febbraio 1972  | Adottata all'unanimità                                                         | Medio Oriente                                                                       |
| 314         | 28 febbraio 1972  | 13-0-2 (astenuti: Regno Unito, USA)                                            | Rhodesia meridionale                                                                |
| 315         | 15 giugno 1972    | 14-0-1 (astenuta: Cina)                                                        | Cipro                                                                               |
| 316         | 26 giugno 1972    | 13-0-2 (astenuti: Panama, USA)                                                 | Medio Oriente                                                                       |
| 317         | 21 luglio 1972    | 14-0-1 (astenuta: USA)                                                         | Medio Oriente                                                                       |
| 318         | 28 luglio 1972    | 14-0-1 (astenuta: USA)                                                         | Rhodesia meridionale                                                                |
| 319         | 1º agosto 1972    | 14-0-1 (presente non votante: Cina)                                            | Namibia                                                                             |
| 320         | 29 settembre 1972 | 13-0-2 (astenuti: Regno Unito, USA)                                            | Rhodesia meridionale                                                                |
| 321         | 23 ottobre 1972   | 12-0-3 (astenuti: Belgio, Regno Unito, USA)                                    | Protesta del Senegal                                                                |
| 322         | 22 novembre 1972  | Adottata all'unanimità                                                         | Territori portoghesi                                                                |
| 323         | 6 dicembre 1972   | 13-0-2 (astenuta: USSR; presente non votante: Cina)                            | Namibia                                                                             |
| 324         | 12 dicembre 1972  | 14-0-1 (astenuta: Cina)                                                        | Cipro                                                                               |
| 325         | 26 gennaio 1973   | Adottata all'unanimità                                                         | Richiesta di Panama                                                                 |
| 326         | 2 febbraio 1973   | 13-0-2 (astenuti: Regno Unito, USA)                                            | Provocazione della Rhodesia meridionale                                             |
| 327         | 2 febbraio 1973   | 14-0-1 (astenuta: USSR)                                                        | Decisione dello Zambia di imporre sanzioni                                          |
| 328         | 10 marzo 1973     | 13-0-2 (astenuti: Regno Unito, USA)                                            | Rhodesia meridionale                                                                |
| 329         | 10 marzo 1973     | Adottata all'unanimità                                                         | Decisione dello Zambia di imporre sanzioni                                          |
| 330         | 21 marzo 1973     | 12-0-3 (astenuti: Francia, Regno Unito, USA)                                   | Pace e sicurezza nell'america latina                                                |
| 331         | 20 aprile 1973    | Adottata all'unanimità                                                         | Medio Oriente                                                                       |
| 332         | 21 aprile 1973    | 11-0-4 (astenuti: Cina, Guinea, USSR, USA)                                     | Medio Oriente                                                                       |
| 333         | 22 maggio 1973    | 12-0-3 (astenuti: Francia, Regno Unito, USA)                                   | Rhodesia meridionale                                                                |
| 334         | 16 giugno 1973    | 14-0-1 (astenuta: Cina)                                                        | Cipro                                                                               |
| 335         | 22 giugno 1973    | Adottata all'unanimità                                                         | Ammissione della Repubblica Federale Tedesca e della Repubblica Democratica Tedesca |
| 336         | 18 luglio 1973    | Adottata all'unanimità                                                         | Ammissione delle Bahamas                                                            |
| 337         | 15 agosto 1973    | Adottata all'unanimità                                                         | Situazione in Medio Oriente                                                         |
| 338         | 22 ottobre 1973   | 14-0-1                                                                         | Guerra del Kippur                                                                   |
| 339         | 23 ottobre 1973   | 14-0-1 (presente non votante: Cina)                                            | Cessazione delle ostilità tra Egitto e Israele                                      |
| 340         | 25 ottobre 1973   | 14-0-1 (presente non votante: Cina)                                            | Forza ONU di emergenza per il Medio Oriente                                         |
| 341         | 27 ottobre 1973   | 14-0-1 (presente non votante: Cina)                                            | Creazione della Forza di emergenza delle Nazioni Unite                              |
| 342         | 11 dicembre 1973  | Adottata all'unanimità                                                         | Namibia                                                                             |
| 343         | 14 dicembre 1973  | 14-0-1 (astenuta: Cina)                                                        | Cipro                                                                               |
| 344         | 15 dicembre 1973  | 10-0-5 (astenuti: Francia, USSR, Regno Unito, USA; presente non votante: Cina) | Medio Oriente                                                                       |
| 345         | 17 gennaio 1974   | Adottata all'unanimità                                                         | Lingua cinese nel consiglio di sicurezza                                            |
| 346         | 8 aprile 1974     | 13-0-2 (presenti non votanti: Cina e Iraq)                                     | UNEF                                                                                |
| 347         | 24 aprile 1974    | 13-0-2 (presenti non votanti: Cina e Iraq)                                     | Israele-Libano                                                                      |
| 348         | 28 maggio 1974    | 14-0-1 (presente non votante: Cina)                                            | Iran-Iraq                                                                           |
| 349         | 29 maggio 1974    | 14-0-1 (astenuta: Cina)                                                        | Cipro                                                                               |
| 350         | 31 maggio 1974    | 13-0-2 (presenti non votanti: Cina e Iraq)                                     | Creazione della Forza di disimpegno degli osservatori delle Nazioni Unite           |
| 351         | 10 giugno 1974    | Adottata all'unanimità                                                         | Ammissione del Bangladesh                                                           |
| 352         | 21 giugno 1974    | Adottata all'unanimità                                                         | Ammissione di Grenada                                                               |
| 353         | 20 luglio 1974    | Adottata all'unanimità                                                         | Cessazione delle ostilità a Cipro                                                   |
| 354         | 23 luglio 1974    | Adottata all'unanimità                                                         | Cessazione delle ostilità a Cipro                                                   |
| 355         | 1º agosto 1974    | 12-0-3 (astenuti: Bielorussia, USSR; presente non votante: Cina)               | Cessazione delle ostilità a Cipro                                                   |
| 356         | 12 agosto 1974    | Adottata all'unanimità                                                         | Ammissione del Guinea-Bissau                                                        |
| 357         | 14 agosto 1974    | Adottata all'unanimità                                                         | Cipro                                                                               |
| 358         | 15 agosto 1974    | Adottata all'unanimità                                                         | Cipro                                                                               |
| 359         | 15 agosto 1974    | 14-0-1 (presente non votante: Cina)                                            | Cipro                                                                               |
| 360         | 16 agosto 1974    | 11-0-4 (astenuti: Bielorussia, Iraq, USSR; presente non votante: Cina)         | Cipro                                                                               |
| 361         | 30 agosto 1974    | Adottata all'unanimità                                                         | Cipro                                                                               |
| 362         | 23 ottobre 1974   | 13-0-2 (presenti non votanti: Cina e Iraq)                                     | Egitto-Israele                                                                      |
| 363         | 29 novembre 1974  | 13-0-2 (presenti non votanti: Cina e Iraq)                                     | Israele-Siria                                                                       |
| 364         | 13 dicembre 1974  | 14-0-2 (presente non votante: Cina)                                            | Cipro                                                                               |
| 365         | 13 dicembre 1974  | Adottata all'unanimità                                                         | Cipro                                                                               |
| 366         | 17 dicembre 1974  | Adottata all'unanimità                                                         | Namibia                                                                             |
| 367         | 12 marzo 1975     | Adottata all'unanimità                                                         | Cipro                                                                               |
| 368         | 17 aprile 1975    | 13-0-2 (presenti non votanti: Cina e Iraq)                                     | Egitto-Israele                                                                      |
| 369         | 28 maggio 1975    | 13-0-2 (presenti non votanti: Cina e Iraq)                                     | Israele-Siria                                                                       |
| 370         | 13 giugno 1975    | 14-0-1 (presente non votante: Cina)                                            | Cipro                                                                               |
| 371         | 24 luglio 1975    | 13-0-2 (presenti non votanti: Cina e Iraq)                                     | Egitto-Israele                                                                      |
| 372         | 18 agosto 1975    | Adottata all'unanimità                                                         | Ammissione di Capo Verde                                                            |
| 373         | 18 agosto 1975    | Adottata all'unanimità                                                         | Ammissione del São Tomé e Príncipe                                                  |
| 374         | 18 agosto 1975    | Adottata all'unanimità                                                         | Ammissione del Mozambico                                                            |
| 375         | 22 settembre 1975 | Adottata all'unanimità                                                         | Ammissione del Papua Nuova Guinea                                                   |
| 376         | 17 ottobre 1975   | 14-0-1                                                                         | Ammissione delle Comore                                                             |
| 377         | 22 ottobre 1975   | Adottata all'unanimità                                                         | Sahara occidentale                                                                  |
| 378         | 23 ottobre 1975   | 13-0-2                                                                         | Egitto-Israele                                                                      |
| 379         | 2 novembre 1975   | Adottata all'unanimità                                                         | Sahara occidentale                                                                  |
| 380         | 6 novembre 1975   | Adottata all'unanimità                                                         | Sahara occidentale                                                                  |
| 381         | 30 novembre 1975  | 13-0-2                                                                         | Israele-Siria                                                                       |
| 382         | 1º dicembre 1975  | Adottata all'unanimità                                                         | Ammissione del Suriname                                                             |
| 383         | 13 dicembre 1975  | 14-0-1                                                                         | Cipro                                                                               |
| 384         | 22 dicembre 1975  | Adottata all'unanimità                                                         | Timor Est                                                                           |
| 385         | 30 gennaio 1976   | Adottata all'unanimità                                                         | Namibia                                                                             |
| 386         | 17 marzo 1976     | Adottata all'unanimità                                                         | Mozambico-Rhodesia meridionale                                                      |
| 387         | 31 marzo 1976     | 10-0-5                                                                         | Angola-Sud Africa                                                                   |
| 388         | 6 aprile 1976     | Adottata all'unanimità                                                         | Rhodesia meridionale                                                                |
| 389         | 22 aprile 1976    | 12-0-3                                                                         | Timor Est                                                                           |
| 390         | 28 maggio 1976    | 13-0-2                                                                         | Israele-Siria                                                                       |
| 391         | 15 giugno 1976    | 13-0-2                                                                         | Cipro                                                                               |
| 392         | 19 giugno 1976    | Adottata all'unanimità                                                         | Sud Africa                                                                          |
| 393         | 30 luglio 1976    | 14-0-1                                                                         | Sud Africa-Zambia                                                                   |
| 394         | 16 agosto 1976    | Adottata all'unanimità                                                         | Ammissione delle Seychelles                                                         |
| 395         | 25 agosto 1976    | Adottata all'unanimità                                                         | Grecia e Turchia                                                                    |
| 396         | 22 ottobre 1976   | 13-0-2                                                                         | Egitto e Israele                                                                    |
| 397         | 22 novembre 1976  | 14-0-1                                                                         | Ammissione dell'Angola                                                              |
| 398         | 30 novembre 1976  | 12-0-3                                                                         | Israele e Siria                                                                     |
| 399         | 1º dicembre 1976  | Adottata all'unanimità                                                         | Ammissione di Samoa                                                                 |
| 400         | 7 dicembre 1976   | 13-0-2                                                                         | Nomina di Kurt Waldheim come segretario generale                                    |